# Tomasz Mazurek (lekarz)
Tomasz Mazurek (ur. 1962) – polski ortopeda, doktor habilitowany nauk medycznych, kierownik Katedry i Kliniki Ortopedii i Traumatologii Narządu Ruchu Gdańskiego Uniwersytetu Medycznego. Od 28 września 2020 Prezes Polskiego Towarzystwa Ortopedycznego i Traumatologicznego. Profesor uczelni Gdańskiego Uniwersytetu Medycznego.

## Życiorys
W 1987 ukończył studia na Wydziale Lekarskim Akademii Medycznej w Gdańsku. W 1990 ukończył pierwszy stopień specjalizacji z ortopedii traumatologii narządu ruchu, a w 1994 otrzymał tytuł specjalisty w zakresie ortopedii i traumatologii. W 1997 otrzymał stopień doktora nauk medycznych i został uhonorowany nagrodą Rektora Akademii Medycznej w Gdańsku. W 1999 uzyskał stopień naukowy doktora habilitowanego nauk medycznych.
Jako specjalista w zakresie chirurgii i ortopedii dziecięcej, przeprowadził w 1993 pierwszą replantację kciuka w regionie Pomorza Gdańskiego.

## Praca naukowa
Jako profesor uczelni Gdańskiego Uniwersytetu Medycznego, pełni rolę zarówno wykładowcy, jak i promotora, recenzenta i kierownika prac badawczych. Przedmiotem jego badań jest leczenie urazów i chorób ścięgien.

### Lista publikacji

#### Podręczniki
- „Ortopedia i traumatologia. Podręcznik dla studentów medycyny”, red. A. Nowakowski, T. Mazurek, Poznań 2017, Wydawnictwo Naukowe Exemplum, ss. 730. ISBN 978-83-62690-28-2

#### Prace naukowe
- Wyniki operacyjnego leczenia zastarzałego uszkodzenia ścięgna zginacza długiego kciuka. 2004;
- The termal sensitivity test in evaluating outcome after peripheral nerve injury. 2015;
- Comparative anatomical study of standard percutaneous and modified medialised percutaneous Bunnell type repair for artificial Achilles tendon rupture : positive effect of medialisation of the stitches with lower risk of sural nerve injury. 2016;
- Transient monoplegia as a result of unilateral femoral artery ischemia detected by multimodal intraoperative neuromonitoring in posterior scoliosis surgery: a case report. 2016;
- Direct vertebral rotation versus single concave rod rotation : low-dose intraoperative computed tomography evaluation of spine derotation in adolescent idiopathic scoliosis surgery. 2016;
- Artroplastyka hemi-hamatum w leczeniu zastarzałych złamań paliczka środkowego w stawie PIP: doświadczenia własne. 2017;
- Artroskopowe zespolenie złamań wyniosłości międzykłykciowej kości piszczelowej przy użyciu implantów biowchłanialnych u dorastających. 2017;
- Aspekty kliniczne wykorzystania termoablacji prądem wysokiej częstotliwości w leczenie kostniaka kostnawego zlokalizowanego w kończynie górnej. 2017;
- Izolowane uszkodzenie ścięgna mięśnia podkolanowego. 2017;
- Leczenie operacyjne zakażeń miejsca operowanego w chirurgii deformacji kręgosłupa rosnącego w Klinice Ortopedii i Traumatologii Narządu Ruchu GUMED. 2017;
- Prospektywna ocena wyników leczenia operacyjnego niepowikłanych neurologicznie złamań kręgosłupa piersiowo-lędźwiowego u dzieci leczonych w Klinice Ortopedii i Traumatologii Narządu Ruchu GUMED metodą "otwartą", przezskórną z wykorzystaniem ramienia "C" oraz przezskórną z wykorzystaniem ramienia "O" i nawigacji. 2017;
- Prospektywna ocena zastosowania "derotatora Pankowskiego" w operacyjnym leczeniu skoliozy idiopatycznej dorastających w Klinice Ortopedii i Traumatologii Narządu Ruchu GUMED. 2017;
- The sensory function of the uninjured nerve in patients after median and ulnar nerve injury. 2017
- The prevalence and ossification pattern of the biphalangeal and triphalangeal lateral toes. 2018.